# A.S.D. Sarzanese Calcio 1906
Associazione Sportiva Dilettantistica Sarzanese Calcio 1906 là một câu lạc bộ bóng đá Ý đến từ Sarzana, Liguria.

## Lịch sử
Sarzanese được thành lập vào năm 1906 và được thành lập lại vào năm 1919.
Vào mùa hè năm 2011, đội từ bỏ Serie D 2011-12  và trong mùa 2011-12 khởi động lại từ Seconda Cargetoria.

## Màu sắc và huy hiệu
Màu sắc của đội là đỏ và đen.

## Đội hình hiện tại
Để xem các cầu thủ của đội hiện tại bấm vào đây.